# American Motor Car Agency
American Motor Car Agency war ein belgischer Hersteller von Automobilen. Der Markenname lautete AMA.

## Unternehmensgeschichte
Das Unternehmen aus Brüssel begann 1913 mit der Produktion von Automobilen. 1914 endete die Produktion.

## Fahrzeuge
Das Unternehmen importierte Fahrgestelle mit Vierzylindermotoren aus den Vereinigten Staaten und montierte Drahtspeichenräder sowie Spitzkühler, die den Kühlern von Métallurgique ähnelten. Der Hubraum betrug entweder 2600 cm³ oder 4500 cm³. Minet Frères fertigte die Karosserien.

## Sporteinsätze
Der Rennfahrer Schuitten belegte 1913 mit einem AMA beim 20-Kilometer-Rennen anlässlich des Meeting d'Ostende den zweiten Platz.